# Rio Guandu-Mirim
O Rio Guandu-Mirim é um rio brasileiro do estado do Rio de Janeiro. O mesmo faz parte da bacia do mesmo nome e integra a Área de Proteção Ambiental (APA) do Rio Guandu.

## Problemas ambientais
Em meados da década de 70, a Companhia Estadual de Águas e Esgotos (Cedae) foi obrigada a desativar duas estações de tratamento de água. Uma delas fica em Santa Cruz, na Zona Oeste. A Estação de Santos Malheiros captava água do Rio Guandu-Mirim. “O problema da água é que ela recebeu uma quantidade muito grande de poluentes. A situação fica tão grave que a gente não consegue tratar a água”, reconheceu Flávio Guedes, diretor da Cedae(Companhia Estadual de Águas e esgotos).
Isso ainda não aconteceu com a ETA do Guandu pois a falta de tratamento do esgoto é compensada com água de diluição. Durante o processo de transposição, é retirado do Rio Paraíba do Sul  quantidade extra de água para diluir a poluição do Guandu.